# 進歩党 (日本 1987-1993)
進歩党（しんぽとう）は、かつて日本に存在した政党。
「真の民主政治と自由主義社会の実現を期すため、政権交代可能なもうひとつの政党を構築する」とうたう一方で、「憲法改正を党是とする政党と対決し、自由、人権、非核、軍縮を貫く護憲政党」と明確に自民党と一線を画した政党であった。また、党則では「党員規範」を新設し「選挙を通じての立身出世や一身の利害打算を優先することのない強固な信念と節操が求められる」など党員に求められる3条件を掲げた。

## 概要
1987年（昭和62年）の新自由クラブ解散後、自由民主党に復党しなかった衆議院議員田川誠一が結成。1993年（平成5年）に田川の政界引退に伴い解散した。

## 沿革
- 1987年（昭和62年）
  - 1月22日 - 進歩党結成。代表に田川誠一。副代表に白川忠一[3]、玉木襄。幹事長に北村幸信[4]を選出。当面の党活動課題として①国家秘密法(スパイ防止法)の制定阻止、②大型間接税である売上税の導入阻止をあげた[5]。
  - 1月25日 - 同党初の地方組織として岩手県連が発足。代表は田川誠一[6]。
  - 2月2日 - 大阪府連が発足。代表は大阪市議の土井一雄[7]。
  - 同年4月の統一地方選挙で進歩党公認の中村省司(鎌倉市選挙区)、吉井貫(横須賀市選挙区)、同推薦の松沢成文(川崎市麻生区選挙区)が神奈川県議会議員に、同推薦の太田正孝が横浜市議会議員(磯子区選挙区)に当選した[8]。

- 1989年（平成元年）
  - 参院選に比例区5人（青木勝治・大久保力[9]・出口孝二郎・依田米秋・伊藤一洋）、選挙区5人（千葉菅原道生・東京美藤智・神奈川円山雅也・静岡井柳学、鹿児島太佐順）を擁立したが全員落選。
  - 同時期の東京都議会議員選挙では世田谷区に阿部俊之・葛飾区に山崎敏博[10]・杉並区に国保恵昭を公認候補として擁立し、阿部だけが当選した[11]。

- 1990年（平成2年）
  - 衆院選に7人（千葉4区片岡顕安[12]・東京3区依田米秋・東京4区田中良[13]・神奈川2区田川誠一・神奈川4区青木勝治・愛知6区吉富一雄[14]・大阪5区遠藤正一）を公認したが、当選したのは田川だけだった。

- 1992年（平成4年）
  - 参議院比例区順位をめぐる金銭疑惑が浮上し、依田らが離党して進歩自由連合を結成。結局参院選では神奈川選挙区から円山を擁立したが落選に終わる[15]。

- 1993年（平成5年）
  - 7月の総選挙に田川は出馬せず引退を表明[16]、8月2日に進歩党は解散する。6年間の党史の中で当選した国会議員は田川だけに終わった。

## 地方組織
- 北海道、岩手県、宮城県、栃木県、群馬県、茨城県、東京都、千葉県、神奈川県、静岡県、愛知県、長野県、滋賀県、京都府、奈良県、大阪府、山口県、福岡県、佐賀県、長崎県、鹿児島県などで都道府県連組織や支部組織が結成されていた。しかし国会議員を当選させたのは神奈川県だけで、地方議員候補すら擁立できない組織が多かった。

## 他党との関係
- 社会民主連合と衆議院で統一会派「進歩民主連合」（1990～92年）を結成。所属議員は田川のほか江田五月、菅直人、阿部昭吾、楢崎弥之助。
- 日本労働党とは、主地盤が神奈川県であるという点や中国共産党との友好関係という共通性から交流があり、進歩党の党大会には日本労働党大隈鉄二議長が来賓で招かれて祝辞を述べた。
- 田川の後継者の永井英慈が日本新党公認で1993年（平成5年）の衆院選神奈川2区で当選しているが、永井の本拠は川崎市であり、小選挙区制で実施された第41回衆議院議員総選挙では神奈川県第10区から立候補したため、横須賀における田川の後継者は出なかった。

## 参院選比例区金銭疑惑
- 1989年（平成元年）の参院選比例区の名簿順位をめぐって、順位は候補陣営からの献金額で決まったのではないかという疑念が選挙後、党内に発生。1位指名を受けた候補・青木勝治が自ら党の会議で明らかにするに及んで党内は混乱し、真相究明を求める若手党員が政治団体「進歩党をまじめに考える会」を結成したり、田川らを東京地検特捜部に告発し、田川も告発した党員を誣告罪で逆告訴するという泥沼状態に陥った。このことで党勢拡大はストップし、党東京都連代表依田米秋ら離党者も相次いだ。そして田川の政界引退とともに党は解散するに至った。

- 東京地検特捜部を舞台にした告訴合戦は双方とも不起訴に終わった。「進歩党をまじめに考える会」機関紙の記事内容をめぐって横浜地方裁判所で続いていた同会代表の進歩党山口良樹県連合所属党員(当時26歳)[17]と進歩党所属鎌倉市議会議員助川邦男[18]の民事訴訟は、山口県連党員側が実質勝訴した。

## 役職

### 歴代の代表
| 代 | 代表     | 代表 | 就任日        | 退任日       |
| -- | -------- | ---- | ------------- | ------------ |
| 1  | 田川誠一 |      | 1987年1月22日 | 1993年8月2日 |

## 党勢の推移

### 衆議院
| 選挙         | 当選/候補者 | 定数 | 備考 |
| ------------ | ----------- | ---- | ---- |
| （結党時）   | 1/-         | 512  |      |
| 第39回総選挙 | 1/7         | 512  |      |

### 参議院
| 選挙           | 当選/候補者 | 非改選 | 定数 | 備考 |
| -------------- | ----------- | ------ | ---- | ---- |
| （結党時）     | 0/-         | -      | 252  |      |
| 第15回通常選挙 | 0/10        | 0      | 252  |      |
| 第16回通常選挙 | 0/1         | 0      | 252  |      |

（参考文献：石川真澄（一部山口二郎による加筆）『戦後政治史』岩波書店・岩波新書、2004年8月、ISBN 4-00-430904-2）
- 当選者に追加公認は含まず。